# POSTIME
POSTIME（ポスタイム）は、日本郵政が企画・運営する自社レーベルJP MUSICより2008年12月17日に発売された、BGM系のコンピレーションアルバム（2タイトル）である。
郵便局での居心地を向上することを狙いに、民営化後の郵便局（数百箇所）で用いられている各シーンのアーティストによるオムニバストラックの「業務用BGM」をコンピレーションアルバムとして市販化したものとされる。

「POSTIME」は、娯楽・気晴らしなどを意味する英語の「pastime」から採ったという。
「POSTIME」OrganicとCoolのCDデザインは、2019年度グッドデザイン賞入賞。

## Organic
「たちまち癒しの空間に変わります」をテーマに、Organicの名に沿ったイージーリスニング調の楽曲を収録。カシオペアやT-SQUAREのメンバーや世界遺産のテーマ曲で知られる鳥山雄司らによるアコースティックトリオ「PYRAMID」や「VOYAGE」の楽曲を複数収録。渡辺貞夫が作曲・演奏する楽曲もある。

定価:2,500円
1. Cheers!（梶原順）
2. Nearly（VOYAGE）
3. Pastoral（梶原順）
4. Roussy's Holiday（高嶋ちさ子）
5. Golden Land（PYRAMID）
6. A Dream Of Living （VOYAGE）
7. サンバースト（村治佳織）
8. Kotsubo～JP MUSIC Original Ver.～（平井大）
9. Lovely Day Light（VOYAGE）
10. time（DEPAPEPE）
11. 秋の木の葉 OP.41-3（村治佳織）
12. The Magic is Gone（羊毛とおはな）
13. EVER（梶原順）
14. Taola（PYRAMID）
15. 涙そうそう（宮西希）
16. 手紙日和 ～Instrumental オーガニック Ver.～

## COOL
「海外でも評価の高い日本人トップDJ・クラブミュージシャンが揃った話題のBGM」をテーマに、クールで大胆な洗練されたクラブミュージック系の楽曲を収録。

定価:2,500円
1. ROMANCE FOR JOURNEY（DAISHI DANCE）
2. The Highest Moment（MAKAI）
3. campo na primavera（Studio Apartment）
4. SUMMER LOVE（金原千恵子）
5. SNOW DAYZ（DAISHI DANCE）
6. For The Light（cargo）
7. SO FAR AWAY（DJ KAWASAKI）
8. Interlude(JP MUSIC Original)
9. Rainbow（i-dep）
10. Aurora（chari chari）
11. Bird feat.Kaori Okano（JAZZIDA GRANDE）
12. Endless Story feat.arvin homa aya（MAKAI）